# Griante
Griante (lombardul: Griant) település Olaszországban, Lombardia régióban, Como megyében. Lakosainak száma 583 fő (2023. január 1.). Griante Bellagio, Tremezzina, Menaggio és Varenna községekkel határos.

## Népesség
A település lakossága az elmúlt években az alábbi módon változott:
| Lakosok száma | 631  | 637  | 583  |
|               | 2017 | 2018 | 2023 |